# Podwórkowe Koła Różańcowe Dzieci
Podwórkowe Koła Różańcowe Dzieci (w skrócie PKRD) – ruch założony w Polsce w 1997 przez 9-letnią wówczas Magdalenę Buczek.

## Historia
Ruch powstał z inicjatywy Magdaleny Buczek w 1997 roku. Organizacja wspierana jest przez Radio Maryja i Telewizję Trwam. Promuje modlitwę różańcową i swym zasięgiem objęła 30 krajów. Mottem ruchu jest: Nie ma dnia bez modlitwy, nie ma tygodnia bez Eucharystii, nie ma miesiąca bez spowiedzi. Opiekę nad PKRD sprawują redemptorysta Piotr Dettlaff oraz biskup Antoni Długosz.
Strona internetowa Kółek podaje liczbę 140 tys. członków w 31 krajach świata.

## Cele PKRD
Celem Podwórkowych Kół Różańcowych Dzieci jest wypełnianie wezwania do modlitwy różańcowej, jakie Matka Boża skierowała w Fatimie w roku 1917, objawiając się trójce dzieci: Łucji, Hiacyncie i Franciszkowi. To wezwanie Maryi członkowie PKRD realizują poprzez zobowiązanie do codziennego odmawiania co najmniej jednej dziesiątki różańca, w wyznaczonych intencjach. Intencje te są następujące:
- Za Ojca Świętego
- Za Kościół Święty
- Za biskupów, kapłanów i siostry zakonne
- Za naszą Ojczyznę
- Za Radio Maryja i dzieła przy nim powstałe
- Za misje
- Za dzieci nienarodzone
- Za rodziny
- O pokój na świecie
- O nawrócenie grzeszników
- O rozwój PKRD.

## Radio Maryja i PKRD
Co tydzień w sobotę o 19:30 Magdalena Buczek prowadzi audycję dla dzieci z Podwórkowych Kółek. Transmitowana jest przez Radio Maryja i Telewizję Trwam. Co roku organizowana jest także pielgrzymka dzieci z całej Polski na Jasną Górę. Członkowie, którzy nie mogą przybyć na spotkanie, mogą łączyć się za pośrednictwem toruńskich mediów.